# 原田該
- 原田該
- 原田詃

原田 詃（はらだ げん、1921年1月3日 - 没年不明）は日本の俳優。大映に所属していた。

## 主な作品

### テレビ
- 少年ジェット（荒川課長役）

### 映画
- 妻も恋す（1950年）司法主任
- 消防決死隊（1951年）河村権三（教官）
- あにいもうと（1953年）
- 宇宙人東京に現わる（1956年）船員
- 屋根裏の女たち（1956年）八造
- 青竜の洞窟（1956年）黒人トム（豹の輩下）
- 透明人間と蠅男（1957年）小山内淳鑑識課長
- かあちゃんは犯人じゃない（1958年）高橋捜査主任
- 三人の顔役（1960年）マドンナへ来た刑事
- 秦・始皇帝（1962年）巡回する村役人
- スーダラ節　わかっちゃいるけどやめられねぇ（1962年）石橋の父
- 検事霧島三郎（1964年）神戸の刑事
- ザ・ガードマン　東京忍者部隊（1966年）刑事B
- 大怪獣決闘 ガメラ対バルゴン（1966年）岸本
- 大怪獣空中戦 ガメラ対ギャオス（1967年）営林署の技師
- にせ刑事（1967年）パトロールの警官A
- 夜の縄張り（1967年）死体安置所立会人
- ジェットF104脱出せよ（1968年）浪貝一等空佐